# Pentâmetro iâmbico
Em versificação, um pentâmetro iâmbico é um metro composto por cinco iambos, em outras palavras, um verso decassílabo com toniciade nas segunda, quarta, sexta, oitava e décima sílabas, como no famoso exemplo de Camões, Amor é fogo que arde sem se ver. É o esquema rítmico mais consagrado do decassílabo, sobretudo por ser o verso favorito de William Shakespeare, empregado massivamente na maioria dos seus poemas líricos.